# Alô, Alô, Terezinha!
Alô, Alô, Terezinha! é um filme brasileiro de 2009, do gênero documentário, dirigido por Nelson Hoineff e com roteiro baseado na vida do apresentador de programas de auditório no rádio e televisão brasileira, Abelardo Barbosa, mais conhecido pelo seu pseudônimo "Chacrinha".

## Sinopse
Entre os anos 50 e 80, Chacrinha foi o apresentador de programas de auditório mais famoso do Brasil. Irreverente e com um estilo próprio, ele comandou programas que se tornaram recordistas de audiência e atraíram o gosto popular. Ao mesmo tempo lançou diversos artistas que depois se firmaram na música brasileira, além de criar aquelas que ficaram no imaginário popular masculino: as chacretes.

## Principais prêmios
- 2009 - Melhor Filme e Edição - Júri Popular e o Prêmio Gilberto Freyre.